# The Arcs
The Arcs is een Amerikaanse garagerock-band, in 2015 opgericht door Dan Auerbach, zanger en gitarist van The Black Keys. 
Het debuutalbum van de groep, Yours, Dreamily, werd op 4 september 2015 uitgebracht. Behalve Auerbach spelen onder meer bassist Nick Movshon (ook bekend van The Black Keys, en verder van TV on the Radio, Wu Tang Clan, Sharon Jones & The Dap-Kings), Homer Steinweiss (eveneens van de Dap-Kings) en Richard Swift (The Black Keys, The Shins) mee. 
The Arcs speelden in 2016 op Coachella en datzelfde jaar op een charitatief concert ten behoeve van presidentskandidaat Bernie Sanders.
In januari 2023 verscheen het tweede album Electronic Chronic.

## Discografie

### Albums
- 2015 - Yours, Dreamily,
- 2023 - Electronic Chronic

### Ep's
- 2015 - Arcs Vs. The Inventors Vol. 1

### Singles
- 2015 - "Stay In My Corner / Tomato Can"
- 2015 - "Outta My Mind / My Mind"
- 2015 - "Put A Flower In Your Pocket"
- 2016 - "Lake Superior"